# Mr. More
Mr. More war eine sehr populäre und weit verbreitete Software der 1 & 1 Marketing GmbH, welche insbesondere in den Jahren 1996–1998 verbreitet wurde. Es wurde Kaufsoftware auf CD-ROM als "Software-Bonus-Pack" beigegeben.

## Funktion
Mr. More diente vor allem als Marketing-Instrument, um über ein interaktives Menü Software zu vertreiben und einen einfachen Zugang zum Internet sowie Online-Banking über Windows-95/98-Computer zu ermöglichen. Das Programm, das auf einer CD-Rom vertrieben wurde, stammte von MindLink Software. Kooperationspartner waren T-Online sowie die Bank 24. Insgesamt wurde die Software mehrere Millionen Mal vertrieben.
Mr. More umfasste stets eine Auswahl von Shareware-Programmen zum Testen sowie Schriftarten, Grafiken und Faxvorlagen.